# Lalanne-Arqué
Lalanne-Arqué é uma comuna francesa na região administrativa de Occitânia, no departamento de Gers. Estende-se por uma área de 11,15 km². Em 2010 a comuna tinha 158 habitantes (densidade: 14,2 hab./km²).